# Jatiya Samajtantrik Dal
Pour les articles homonymes, voir JSD.
 (septembre 2020).
Le contenu est difficilement compréhensible vu les erreurs de traduction, qui sont peut-être dues à l'utilisation d'un logiciel de traduction automatique.
Le Jatiya Samajtantrik Dal (bengali : জাতীয় সমাজতান্ত্রিক দল, Parti national socialiste du Bangladesh, abrégé, JSD ou bengali : জাসদ, JASAD) est un parti politique du Bangladesh.

## Histoire

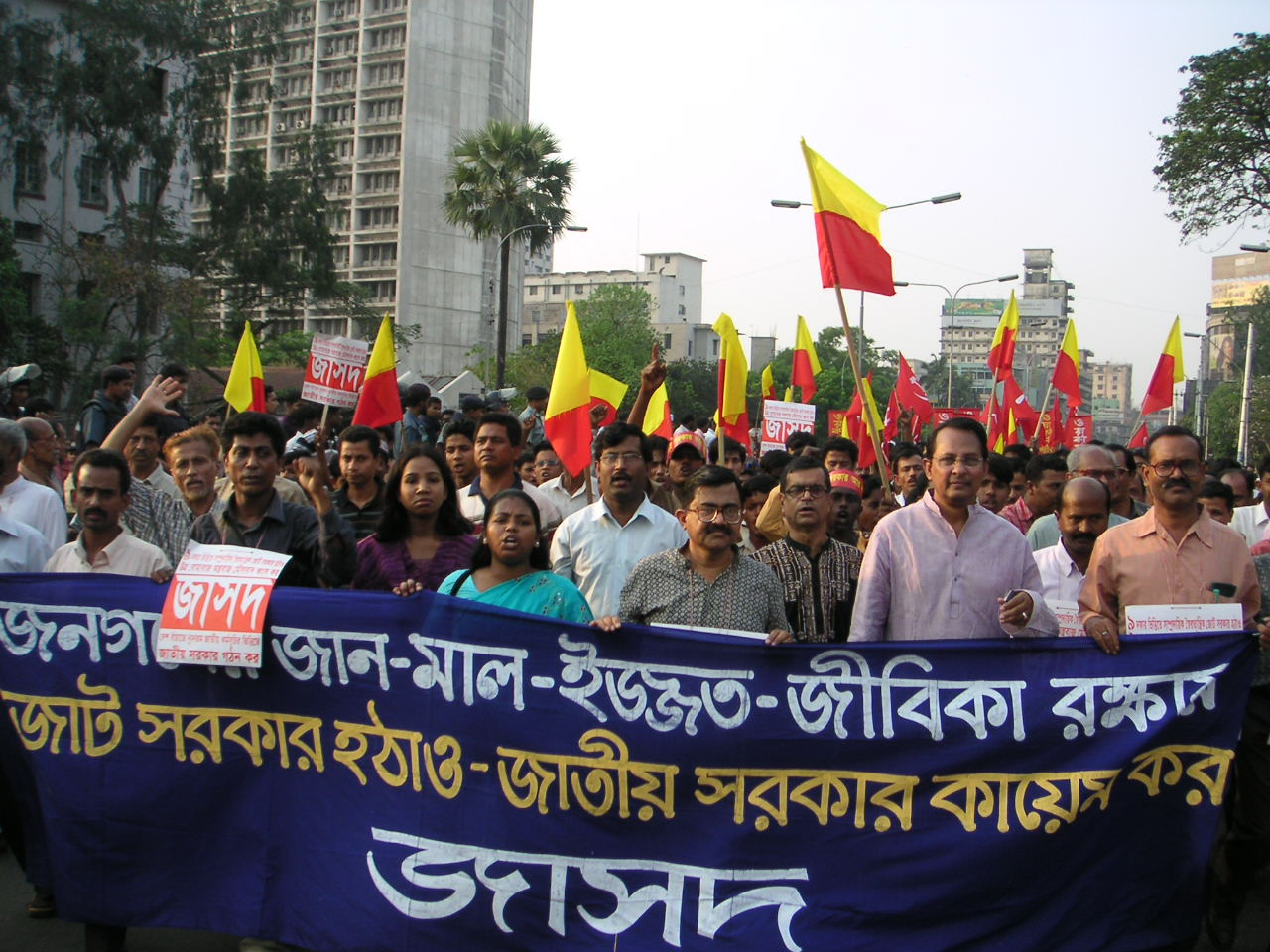
Jasad protesters at an opposition rally in 2005

Le Jatiya Samajtantrik Dal (JASAD) a été créée en 1972 lorsqu'il s'est séparé de la Bangladesh Chhatra League, la branche étudiante de la Ligue Awami du Bangladesh, sous la direction de Serajul Alam Khan, Mohammad Abdul Jalil, A. S. M. Abdur Rab et Shajahan Siraj. Il avait une branche armée, Gonobahini, dirigée par le colonel Abu Taher et Hasanul Haq Inu, Kazi Aref Ahmed, Monirul Islam, Sharif Nurul Ambia, qui a dirigé une violente insurrection de gauche contre le gouvernement de Sheikh Mujibur Rahman. Leur but était de former un nouveau gouvernement national démocratique de gauche, pour faciliter l'établissement d'un état socialiste selon les caractéristiques du Bangladesh. Cela a conduit le gouvernement à former la Jatiya Rakkhi Bahini, dont l'objectif était de contrer l'insurrection des militants de la Jatiya Samajtantrik Dal (JASAD).

### Assassinat de Sheikh Mujibur Rahman
Avant le coup d'État du 15 août 1975, Jatiya Samajtantrik Dal avait prévu d'organiser une vague massive pour former un gouvernement national démocratique en remplacement du Sheikh Mujibur Rahman.
Après l'assassinat du père de la nation Sheikh Mujibur Rahman et de sa famille le 15 août 1975, le leader de Jatiya Samajtantrik Dal, Abu Taher, a montré son soutien et a fait remarquer : « Le cadavre de Sheikh Mujib aurait dû être jeté dans la baie du Bengale ».
Le 7 novembre 1975, les forces loyales au colonel Abu Taher ont sauvé le chef d'armée Ziaur Rahman de l'assignation à résidence. Lorsque Ziaur Rahman s'est rendu compte qu'Abu Taher déplaçait le pays dans une direction communiste de gauche qui contredisait ses propres vues, c'est-à-dire la droite, Rahman a déclaré la loi martiale, formé le Parti nationaliste bangladais de droite et réprimé le Jatiyo Samajtantrik Dal en exécutant Abu Taher et en condamnant d'autres dirigeants à différentes peines de prison,.

### Factions
Sous le règne de Ziaur Rahman, Jatiya Samajtantrik Dal s'est séparée deux fois. Le parti s'est de nouveau fragmenté sous le régime de Hussain Muhammad Ershad dans les années 1980, A. S. M. Abdur Rab et Shajahan Siraj dirigeant deux factions distinctes. La faction d'Abdur Rab, Jatiya Samajtantrik Dal-JSD, est devenue l'opposition après avoir participé aux élections de 1988 qui ont été boycottées par tous les principaux partis politiques. Après l'arrivée au pouvoir du Parti nationaliste bangladais (BNP) en 1991, Jatiya Samajtantrik Dal s'est alliée à d'anciens rivaux de la ligue Awami du Bangladesh pour contrer l'influence croissante du BNP et de la droite dans ce pays. Ils ont ensuite eu des ministres de 1996 à 2001 au sein du gouvernement dirigé par la Ligue Awami. Après le retour au pouvoir du BNP en 2001, Shajahan Siraj a fusionné son parti avec celui-ci.
Entre-temps, Hasanul Haq Inu, qui est devenu député après avoir remporté les élections en tant que candidat de la grande alliance avec la Ligue Awami en 2008, a été nommé ministre de l'Information. Après une autre scission, le secrétaire général de la faction dirigée par Inu est Shirin Akhter (en).